# Watermolen van Retie
De watermolen van Retie is een naamloze watermolen op de Witte Nete die zich enkele kilometers ten zuidwesten van de dorpskom van Retie bevindt. Het is een onderslagmolen uit 1765 die is ondergebracht in een rechthoekig stenen gebouwtje met een tentdak, bedekt met leien.
Vermoedelijk werd de eerste watermolen op deze plaats gebouwd door de Abdij van Corbie. De betreffende abdij had reeds in 775 en 825 uitgebreide bezittingen in deze regio. De eerste vermelding van een watermolen stamt uit 1134, toen de molen eigendom was van het geslacht Berthout van Grimbergen. Het was een banmolen. Ook in 1533 kwam de molen in schriftelijke documenten voor.
In 1658 werd een nieuw houten gebouw opgericht dat in 1765 door een stenen gebouw werd vervangen. Tot 1795 bleef de molen, tezamen met de nabijgelegen Grote Hoeve, eigendom van de heren van de heerlijkheid Retie. Toen werd de heerlijkheid opgeheven en was de molen geen banmolen meer. Toch bleef ze nog eigendom van adellijke lieden, die haar verpachtten aan een molenaar. In 1912 werd ze door baron Du Four uit Turnhout verkocht aan molenaar Jan Quets. Uiteindelijk bleef de molen tot 1970 in bedrijf. In 1975 werd de molen met haar omgeving geklasseerd als beschermd dorpsgezicht. Restauratie volgde in 2000 waarbij de kap, met eternit bedekt, weer van leien werd voorzien. In 2007 werd een vistrap aangelegd.
Bij de molen is een knooppunt van wandelroutes over de Kempense Heuvelrug.

## Externe bron
- Molenecho's

- Inventaris van het Bouwkundig Erfgoed (Vlaanderen): 75867